# Farinacei
Con farinacei si intendono tutti gli alimenti a consistente contenuto di farina, sia essa di frumento, riso, mais o altri cereali. Il termine è spesso usato in dietetica e in Scienza alimentare.
Della famiglia fanno parte un vastissimo numero di alimenti, e quella dei farinacei è la categoria di cibi più diffusa al mondo. I farinacei, infatti, hanno un buon apporto calorico rispetto al loro costo di produzione e si sono dimostrati, anche alla luce dei più recenti studi, alimenti che implicano uno scarso fattore di rischio per la salute. Non contribuiscono, infatti, ad innalzare fattori di rischio verso patologie quali il tumore, come accade a fronte di un consumo inappropriato di carni e insaccati, né di patologie come l'ipertensione.
Tuttavia, a fronte del normale consumo calorico di persone sedentarie, i farinacei vanno consumati con una certa ragionata parsimonia, in modo da evitare sovrappeso. In Occidente, infatti, sono sempre meno le persone che svolgono quotidianamente mansioni tali da consumare le calorie introdotte con un consumo incontrollato di questi alimenti.

Tra i farinacei più comuni e diffusi ricordiamo:
- il frumento e tutti i suoi derivati quali pane, pasta, pizza, cuscus e simili, biscotti e torte;
- il riso e i suoi derivati, diffusissimi in tutto l'Oriente dove sostituiscono il frumento;
- il mais e derivati, quali polenta, semolino e simili.

I prodotti farinacei cotti al forno vengono spesso appellati prodotti da forno, e tale dicitura è, in Italia, riportata obbligatoriamente in etichetta.
Anche le patate sono farinacei.